# Hongerig (lied)
Hongerig is een lied van de Nederlandse rapper Zarfani in samenwerking met de Marokkaans-Nederlandse rapper Lijpe. Het werd in 2022 als single uitgebracht en stond in hetzelfde jaar als tweede track op het album Andere branche van Zarfani.

## Achtergrond
Hongerig is geschreven door Zarfani en Lijpe en geproduceerd door Curved. Het is een nummer dat past in de genres nederhop en trap. In het lied rappen de artiesten over honger naar succes. Ze blikken terug op de route die ze in hun carrières hebben bewandeld en kijken vooruit naar de mogelijkheden die er voor hun liggen.

## Hitnoteringen
De artiesten hadden bescheiden succes met het lied in Nederland. Het stond op de 97e plaats van de Single Top 100 in de enige week dat het in deze hitlijst te vinden was. De Top 40 en haar Tipparade werden niet bereikt.